# Tomislav (ime)
Tomislav je moško osebno ime

## Različice imena
Moške različice imena: Tom, Tomi, Tomica, Tomo, ; ženska različica: 
Tomislava

## Izvor imena
Ime Tomislav je slovanskega izvora in ga je mogoče razlagati iz glagola tomiti z domnevnim pomenom »miriti, krotiti pa tudi mučiti« in pripone slav.

## Pogostost imena
Po podatkih Statističnega urada Republike Slovenije je bilo na dan 31. decembra 2007 v Sloveniji 1.509 oseb z imenom Tomislav. Ime Tomislav je bilo tega dne po pogostosti uporabe na 130. mestu med vsemi moškimi uporabljenimi imeni.

## Osebni praznik
Osebe z imenom Tomislav godujejo skupaj s Tomaži, to je 28. januarja, 9. aprila,  3. julija, 22. septembra ali pa 29. decembra.

## Osebe povezane z imenom
Iz zgodovine je znan Tomislav, hrvaški knez, pozneje od leta 910 dalje kralj.